# Constantin Sărățeanu
Constantin Sărățeanu (18 juin 1862 - 23 mai 1935) est un magistrat et un homme politique roumain qui exerça notamment les fonctions de ministre de l'Intérieur (1918) et de membre du Conseil de Régence (1929-1930) durant la minorité du roi Michel Ier de Roumanie. 